# Villemotier
Villemotier és un municipi francès situat al departament de l'Ain i a la regió d'Alvèrnia-Roine-Alps. L'any 2007 tenia 565 habitants.

## Demografia

### Població
El 2007 la població de fet de Villemotier era de 565 persones. Hi havia 212 famílies de les quals 40 eren unipersonals (22 homes vivint sols i 18 dones vivint soles), 65 parelles sense fills, 93 parelles amb fills i 14 famílies monoparentals amb fills.
La població ha evolucionat segons el següent gràfic:
Habitants censats

### Habitatges
El 2007 hi havia 234 habitatges, 210 eren l'habitatge principal de la família, 14 eren segones residències i 10 estaven desocupats. 203 eren cases i 31 eren apartaments. Dels 210 habitatges principals, 163 estaven ocupats pels seus propietaris, 45 estaven llogats i ocupats pels llogaters i 3 estaven cedits a títol gratuït; 12 tenien dues cambres, 26 en tenien tres, 46 en tenien quatre i 127 en tenien cinc o més. 192 habitatges disposaven pel capbaix d'una plaça de pàrquing. A 66 habitatges hi havia un automòbil i a 138 n'hi havia dos o més.

### Piràmide de població
La piràmide de població per edats i sexe el 2009 era:
| Homes | Edats   | Dones |
| ----- | ------- | ----- |
| 0     | 95 o +  | 0     |
| 0     | 90 a 94 | 0     |
| 0     | 85 a 89 | 12    |
| 0     | 80 a 84 | 0     |
| 8     | 75 a 79 | 4     |
| 12    | 70 a 74 | 4     |
| 8     | 65 a 69 | 4     |
| 4     | 60 a 64 | 16    |
| 12    | 55 a 59 | 8     |
| 24    | 50 a 54 | 16    |
| 16    | 45 a 49 | 20    |
| 28    | 40 a 44 | 32    |
| 16    | 35 a 39 | 20    |
| 8     | 30 a 34 | 8     |
| 12    | 25 a 29 | 12    |
| 12    | 20 a 24 | 12    |
| 40    | 15 a 19 | 16    |
| 12    | 10 a 14 | 32    |
| 20    | 5 a 9   | 20    |
| 16    | 0 a 4   | 8     |

## Economia
El 2007 la població en edat de treballar era de 369 persones, 302 eren actives i 67 eren inactives. De les 302 persones actives 280 estaven ocupades (150 homes i 130 dones) i 22 estaven aturades (13 homes i 9 dones). De les 67 persones inactives 30 estaven jubilades, 20 estaven estudiant i 17 estaven classificades com a «altres inactius».

### Ingressos
El 2009 a Villemotier hi havia 224 unitats fiscals que integraven 618,5 persones, la mediana anual d'ingressos fiscals per persona era de 18.684 €.

### Activitats econòmiques
Dels 17 establiments que hi havia el 2007, 1 era d'una empresa alimentària, 1 d'una empresa de fabricació de material elèctric, 5 d'empreses de construcció, 3 d'empreses de comerç i reparació d'automòbils, 1 d'una empresa d'hostatgeria i restauració, 1 d'una empresa d'informació i comunicació, 2 d'empreses financeres, 2 d'empreses de serveis i 1 d'una empresa classificada com a «altres activitats de serveis».
Dels 5 establiments de servei als particulars que hi havia el 2009, 1 era un paleta, 1 guixaire pintor, 2 lampisteries i 1 perruqueria.
L'únic establiment comercial que hi havia el 2009 era una fleca.
L'any 2000 a Villemotier hi havia 22 explotacions agrícoles que ocupaven un total de 1.185 hectàrees.

## Equipaments sanitaris i escolars
El 2009 hi havia una escola elemental.

## Poblacions més properes
El següent diagrama mostra les poblacions més properes.